# Anniversary (EP)
Anniversary − druga EPka The Teen Idles wydana w 1996 przez wytwórnię Dischord Records. Utwory nagrano w lutym i kwietniu 1980 w Hit & Run Studios (Waszyngton) 

## Lista utworów
1. "Adventure" (The Slinkees) − 2:26
2. "Teen Idols" (The Teen Idles) − 1:12
3. "Sneakers" (The Teen Idles) − 1:39
4. "Trans Am" (The Teen Idles) − 2:12
5. "Fiorucci Nightmare/Getting in My Way" (The Teen Idles) − 2:18

- utwór 1 nagrano zimą 1979 lub w połowie 1980 (basement tape)
- utwory 2-4 nagrano w lutym 1980 (Hit & Run Studios)
- utwór 5 nagrano w kwietniu 1980 (Hit & Run Studios)

## Skład
- Nathan Strejcek − śpiew
- Geordie Grindle − gitara
- Ian MacKaye − gitara basowa
- Jeff Nelson − perkusja

produkcja
- Andy Nelson − inżynier dźwięku (1)
- Steve Carr − inżynier dźwięku (2-5)